# Шаман (всъдеход)
„Шаман“ е руски 8x8 високопроходим автомобил (всъдеход – амфибия), производство на компанията „Авторос“. Автомобилът е снабден с четирицилиндров дизелов двигател Iveco F1C с мощност от 146 к.с. Размерите на превозното средство са съответно дължина 6,3 m, широчина 2,5 m и височина 2,7 m. Максималната скорост, с която се движи по суша, е 70 km/h, а по вода – 7 km/h. Пълната му маса е 4800 kg. Гумите са със свръхниско налягане.